# Swarupella divina
Swarupella divina är en mossdjursart som beskrevs av Charles Thorold Wood 2006. Swarupella divina ingår i släktet Swarupella och familjen Plumatellidae. Inga underarter finns listade i Catalogue of Life.